# Maurice Morin
Maurice Morin (24 novembre 1942) è un ciclista su strada francese, professionista dal 1967 al 1968.

## Carriera
Il suo piazzamento di maggiore prestigio fu il terzo posto al Bretagne Classic Ouest-France del 1967.

## Palmarès

### Strada
- 1967

Circuit du Annemasse
Etoile du Leon